# Ронколе Верди
Ронколе Верди је насеље у Италији у округу Парма, региону Емилија-Ромања.
Према процени из 2011. у насељу је живело 400 становника. Насеље се налази на надморској висини од 40 м.